# Mick McCarthy
Michael Joseph McCarthy (Barnsley, 7 de fevereiro de 1959) é um ex-futebolista e atualmente técnico de futebol irlandês nascido na Inglaterra.

## Carreira
Iniciou a carreira em 1977, no Barnsley, onde passaria seis anos. Mudou-se em 1983 para o Manchester City, saindo em 1987 para jogar na Escócia, no Celtic. McCarthy encerraria a carreira em 1992, após passar ainda por Lyon e Millwall.

## Seleção
Foi um dos vários nativos da Inglaterra que foram incorporados à Seleção Irlandesa a partir dos anos 80, reestruturando a seleção, até então à sombra dos vizinhos da Irlanda do Norte. McCarthy participou da estréia da Irlanda em Copas, na edição de 1990, quando a equipe fez campanha além das expectativas, sendo eliminada nas quartas-de-final por 1 x 0 pela anfitriã Itália.

## Treinador
Ao mesmo tempo em que encerrava a carreira no Millwall, passou a ser técnico do clube, treinando a equipe por mais quatro anos. Saiu em 1996 para treinar a Irlanda, tendo a missão de rejuvenescer um elenco que já passava dos 30 anos de idade e, depois de não ter conquistado a vaga para a Copa de 1998 e a Eurocopa de 2000, conseguiu obter a classificação para a Copa de 2002. 
O selecionado, que perdera seu capitão e principal jogador, Roy Keane, depois de se envolver numa briga com McCarthy na concentração da equipe em Saipan (Marianas Setentrionais), foi eliminado em um grande jogo contra a Espanha, nas cobranças de pênaltis, com McCarthy demonstrando seu lado folclórico ao comandar de calção e chuteiras a equipe. Após o Mundial, treinou o Sunderland durante 3 temporadas, e em 2006 mudou-se para o Wolverhampton Wanderers, permanecendo por 6 anos no clube, acabando por sair em 2012 devido aos maus resultados. Em novembro do mesmo ano assinou com o Ipswich Town, comandando os Tractor Boys em 279 partidas (105 vitórias, 78 empates e 96 derrotas). Deixou a agremiação em abril de 2018, antes do encerramento da temporada, contrariando os planos do Ipswich de que McCarthy sairia ao término de seu contrato.